# Đường lên đỉnh Olympia năm thứ 20
Đường lên đỉnh Olympia năm thứ 20, thường được gọi tắt là Olympia 20 hay O20 là năm thứ 20 của cuộc thi Đường lên đỉnh Olympia dành cho học sinh trung học phổ thông do Đài Truyền hình Việt Nam tổ chức. Cuộc thi năm thứ 20 được phát sóng trên kênh VTV3 từ ngày 22 tháng 9 năm 2019 và kết thúc với trận chung kết năm được truyền hình trực tiếp vào ngày 20 tháng 9 năm 2020.
Nhà vô địch của năm thứ 20 là Nguyễn Thị Thu Hằng đến từ Trường Trung học phổ thông Kim Sơn A, Ninh Bình.

## Luật chơi

### Khởi động
Trong vòng 1 phút, mỗi thí sinh khởi động với số lượng câu hỏi không giới hạn thuộc các lĩnh vực: khoa học tự nhiên, khoa học xã hội, thể thao, nghệ thuật, danh nhân/sự kiện, lĩnh vục khác. Mỗi câu trả lời đúng được 10 điểm, trả lời sai không tính điểm.
Luật chơi này đã từng được áp dụng trong trận chung kết Đường lên đỉnh Olympia năm thứ 11.

### Vượt chướng ngại vật
Có 4 từ hàng ngang, cũng là 4 gợi ý liên quan đến một chướng ngại vật mà các thí sinh phải đi tìm. Có 1 bức tranh (là một gợi ý quan trọng liên quan đến chướng ngại vật) được chia làm 5 phần: 4 góc tương đương với 4 từ hàng ngang và một ô trung tâm. Ô trung tâm cũng là một câu hỏi, mở được ô này sẽ mở được phần quan trọng nhất của bức tranh.
Mỗi thí sinh có 1 lượt lựa chọn trả lời một trong các từ hàng ngang này. Cả bốn thí sinh cùng trả lời câu hỏi bằng máy tính trong thời gian 15 giây. Trả lời đúng mỗi từ hàng ngang, thí sinh được 10 điểm. Ngoài việc mở được từ hàng ngang nếu trả lời đúng, một góc của hình ảnh được đánh số tương ứng với từ hàng ngang cũng được mở ra.
Thí sinh có thể bấm chuông trả lời chướng ngại vật bất cứ lúc nào. Trả lời đúng chướng ngại vật trong từ hàng ngang đầu tiên được 80 điểm, trong từ hàng ngang thứ 2 được 60 điểm, trong từ hàng ngang thứ 3 được 40 điểm, trong từ hàng ngang thứ 4 được 20 điểm.
Sau 4 từ hàng ngang, câu hỏi thứ 5 sẽ hiện ra ở phần trung tâm của bức tranh. Đáp án của câu hỏi này là gợi ý cuối cùng của chương trình. Trả lời đúng câu hỏi thứ 5 này, thí sinh được 10 điểm. Sau đó, các thí sinh có 15 giây cuối cùng để đưa ra câu trả lời cho chướng ngai vật, trả lời đúng được 10 điểm. Nếu trả lời sai chướng ngại vật, thí sinh sẽ bị loại khỏi phần chơi này.
Điểm tối đa cho phần thi này là 90 điểm.

### Tăng tốc
Có 4 câu hỏi, mỗi câu các thí sinh có 30 giây để trả lời bằng máy tính. Thí sinh trả lời đúng và nhanh nhất được 40 điểm, đúng và nhanh thứ 2 được 30 điểm, đúng và nhanh thứ 3 được 20 điểm, đúng và nhanh thứ 4 được 10 điểm.
3 loại câu hỏi được sử dụng trong phần thi này:
- 1 câu hỏi IQ (câu số 1): Các dạng câu hỏi ở loịa này rất rộng, bao gồm tìm số khác trong dãy số, tìm hình khác nhất so với các hình đã cho, tìm quy luật để điền hình đúng, giải mật mã,...
- 1 câu hỏi sắp xếp/lọc/quan sát hình ảnh (câu số 3): Thí sinh phải sắp xếp các bức ảnh theo một trật tự nhất định, hoặc lọc các bức ảnh tương ứng với các đáp án A, B, C, D, E... phù hợp với nội dung câu hỏ,i hoặc xem hình ảnh gợi ý về một sự vật và đoán sự vật đó.
- 2 câu hỏi dữ kiện (câu số 2 và 4): Các bức ảnh, dữ kiện được đưa ra theo thứ tự ngày càng chi tiết. Bằng các gợi ý này, thí sinh phải trả lời các câu hỏi như: "Đây là ai", "Đây là địa danh nào", "Đây là loài vật nào"...[2]

### Về đích
Có 3 mức điểm: 10 điểm, 20 điểm và 30 điểm, mỗi mức điểm gồm 3 câu hỏi. Thời gian suy nghĩ và trả lời cho câu hỏi 10 điểm là 10 giây, câu 20 điểm là 15 giây và câu 30 điểm là 20 giây.
Thí sinh có 1 lượt lựa chọn 3 câu hỏi tùy ý. Thí sinh đang trả lời gói câu hỏi của mình phải đưa ra câu trả lời trong thời gian quy định của chương trình. Trả lời đúng sẽ ghi được điểm của câu hỏi. Nếu thí sinh trả lời sai hoặc không trả lời được câu hỏi thì chỉ một người nhấn chuông nhanh nhất trong vòng 5 giây giành được quyền trả lời. Trả lời đúng sẽ giành được điểm của câu hỏi đó từ thí sinh đang thi, trả lời sai sẽ bị trừ đi một nửa số điểm của câu hỏi.
Thí sinh có quyền được đặt ngôi sao hy vọng một lần trước bất kỳ câu hỏi nào. Trả lời đúng được gấp đôi số điểm, trả lời sai bị trừ đi số điểm của câu hỏi.

## Các số phát sóng
| Chung kết năm | Chung kết năm       | Tổng kết | Tổng kết                                                     |
| ------------- | ------------------- | -------- | ------------------------------------------------------------ |
| Quý 1         | Nguyễn Thị Thu Hằng | Vô địch  | Nguyễn Thị Thu Hằng THPT Kim Sơn A, Ninh Bình                |
| Quý 2         | Vũ Quốc Anh         | Vô địch  | Nguyễn Thị Thu Hằng THPT Kim Sơn A, Ninh Bình                |
| Quý 3         | Văn Ngọc Tuấn Kiệt  | Kỷ lục   | Hồ Lê Minh Quân - 400 điểm THPT Chuyên Lê Quý Đôn, Khánh Hoà |
| Quý 4         | Lưu Đào Dũng Trí    | Kỷ lục   | Hồ Lê Minh Quân - 400 điểm THPT Chuyên Lê Quý Đôn, Khánh Hoà |

| Màu sắc sử dụng trong các bảng kết quả                  |
| ------------------------------------------------------- |
| Thí sinh đạt giải nhất và trực tiếp lọt vào vòng trong  |
| Thí sinh lọt vào vòng trong nhờ có số điểm nhì cao nhất |
| Thí sinh Vô địch cuộc thi Chung kết Năm                 |

#### Tuần 1 Tháng 1 Quý 1 | 22/9/2019
| Họ và tên thí sinh | Trường                                | Khởi động | VCNV | Tăng tốc | Về đích | Tổng điểm |
| ------------------ | ------------------------------------- | --------- | ---- | -------- | ------- | --------- |
| Nguyễn Huy         | THPT Chuyên Huỳnh Mẫn Đạt, Kiên Giang | 50        | 10   | 140      | 10      | 210       |
| Trần Phạm Anh Tuấn | THPT Lương Thế Vinh, Quảng Bình       | 50        | 90   | 90       | 5       | 235       |
| Nguyễn Xuân Huy    | THPT Thăng Long, Hà Nội               | 70        | 10   | 80       | 90      | 250       |
| Nguyễn Tuấn Anh    | THPT Triệu Quang Phục, Hưng Yên       | 80        | 10   | 70       | -60     | 100       |

#### Tuần 2 Tháng 1 Quý 1 | 29/9/2019
Số phát sóng này ghi nhận số điểm nhì cao nhất lịch sử Olympia cho đến hiện tại với 360 điểm.
| Họ và tên thí sinh | Trường                                      | Khởi động | VCNV | Tăng tốc | Về đích | Tổng điểm |
| ------------------ | ------------------------------------------- | --------- | ---- | -------- | ------- | --------- |
| Hoàng Anh Quân     | THPT Nguyễn Huệ, TP. Huế                    | 90        | 10   | 150      | 110     | 360       |
| Đinh Việt Nam      | THPT Quỳnh Côi, Thái Bình                   | 30        | 0    | 10       | -20     | 20        |
| Phạm Thu Hằng      | THPT Thanh Hà, Hải Dương                    | 90        | 10   | 70       | -40     | 130       |
| Trần Thiên Phúc    | THPT Chuyên Trần Đại Nghĩa, TP. Hồ Chí Minh | 110       | 90   | 70       | 100     | 370       |

#### Tuần 3 Tháng 1 Quý 1 | 6/10/2019
| Họ và tên thí sinh | Trường                               | Khởi động | VCNV | Tăng tốc | Về đích | Tổng điểm |
| ------------------ | ------------------------------------ | --------- | ---- | -------- | ------- | --------- |
| Châu Minh Khải     | THPT Chuyên Lương Văn Chánh, Phú Yên | 30        | 90   | 100      | -50     | 170       |
| Huỳnh Mỹ Tiên      | THPT Đức Hoà, Long An                | 70        | 10   | 20       | 0       | 100       |
| Trần Thị Hường     | THPT Cầm Bá Thước, Thanh Hoá         | 70        | 10   | 40       | -20     | 100       |
| Nguyễn Bình Huy    | THPT Hoành Bồ, Quảng Ninh            | 110       | 10   | 140      | 80      | 340       |

#### Tháng 1 Quý 1 | 13/10/2019
| Họ và tên thí sinh | Trường                                      | Khởi động | VCNV | Tăng tốc | Về đích | Tổng điểm |
| ------------------ | ------------------------------------------- | --------- | ---- | -------- | ------- | --------- |
| Nguyễn Xuân Huy    | THPT Thăng Long, Hà Nội                     | 40        | 50   | 80       | 60      | 230       |
| Nguyễn Bình Huy    | THPT Hoành Bồ, Quảng Ninh                   | 50        | 30   | 100      | 10      | 190       |
| Trần Thiên Phúc    | THPT Chuyên Trần Đại Nghĩa, TP. Hồ Chí Minh | 30        | 40   | 90       | -110    | 50        |
| Hoàng Anh Quân     | THPT Nguyễn Huệ, TP. Huế                    | 70        | 30   | 90       | 40      | 230       |

#### Tuần 1 Tháng 2 Quý 1 | 20/10/2019
| Họ và tên thí sinh    | Trường                               | Khởi động | VCNV | Tăng tốc | Về đích | Tổng điểm |
| --------------------- | ------------------------------------ | --------- | ---- | -------- | ------- | --------- |
| Lê Chí Nghĩa          | THPT Chuyên Thái Nguyên, Thái Nguyên | 110       | 90   | 60       | -20     | 240       |
| Nguyễn Đức Hoài       | THPT Vĩnh Linh, Quảng Trị            | 70        | 0    | 120      | 40      | 230       |
| Phạm Khánh Linh Trang | THPT Đa Phúc, Hà Nội                 | 60        | 0    | 80       | 30      | 170       |
| Bùi Minh Vĩnh Phúc    | THPT Chuyên Hùng Vương, Bình Dương   | 40        | 0    | 10       | -5      | 45        |

#### Tuần 2 Tháng 2 Quý 1 | 27/10/2019
| Họ và tên thí sinh  | Trường                           | Khởi động | VCNV | Tăng tốc | Về đích | Tổng điểm |
| ------------------- | -------------------------------- | --------- | ---- | -------- | ------- | --------- |
| Phạm Quốc Anh       | THPT Việt Đức, Hà Nội            | 50        | 0    | 80       | 10      | 140       |
| Nguyễn Vũ Thái Hưng | THPT Chuyên Hưng Yên, Hưng Yên   | 90        | 10   | 80       | -10     | 170       |
| Tạ Hoàng Minh       | THPT Chuyên Thăng Long, Lâm Đồng | 30        | 70   | 50       | 10      | 160       |
| Trần Lê Tuấn Khang  | THPT Phan Văn Trị, Cần Thơ       | 90        | 10   | 100      | 45      | 245       |

#### Tuần 3 Tháng 2 Quý 1 | 3/11/2019
| Họ và tên thí sinh  | Trường                                   | Khởi động | VCNV | Tăng tốc | Về đích | Tổng điểm |
| ------------------- | ---------------------------------------- | --------- | ---- | -------- | ------- | --------- |
| Lê Minh Quý         | THPT Chuyên Nguyễn Bỉnh Khiêm, Quảng Nam | 50        | 10   | 70       | 60      | 190       |
| Quách Tuấn Tú       | THPT Gò Vấp, TP. Hồ Chí Minh             | 40        | 90   | 80       | -10     | 200       |
| Nguyễn Thị Thu Hằng | THPT Kim Sơn A, Ninh Bình                | 100       | 10   | 140      | 100     | 350       |
| Đoàn Minh An        | THPT Kim Thành, Hải Dương                | 90        | 10   | 30       | -30     | 100       |

#### Tháng 2 Quý 1 | 10/11/2019
| Họ và tên thí sinh  | Trường                               | Khởi động | VCNV | Tăng tốc | Về đích | Tổng điểm |
| ------------------- | ------------------------------------ | --------- | ---- | -------- | ------- | --------- |
| Trần Lê Tuấn Khang  | THPT Phan Văn Trị, Cần Thơ           | 60        | 10   | 20       | -30     | 60        |
| Nguyễn Đức Hoài     | THPT Vĩnh Linh, Quảng Trị            | 50        | 80   | 60       | -5      | 185       |
| Lê Chí Nghĩa        | THPT Chuyên Thái Nguyên, Thái Nguyên | 50        | 0    | 100      | -50     | 100       |
| Nguyễn Thị Thu Hằng | THPT Kim Sơn A, Ninh Bình            | 70        | 20   | 100      | 15      | 205       |

#### Tuần 1 Tháng 3 Quý 1 | 17/11/2019
Số phát sóng đầu tiên với sân khấu mới của Năm thứ 20 
| Họ và tên thí sinh | Trường                                   | Khởi động | VCNV | Tăng tốc | Về đích | Tổng điểm |
| ------------------ | ---------------------------------------- | --------- | ---- | -------- | ------- | --------- |
| Nguyễn Công Đức    | THPT Nguyễn Thượng Hiền, TP. Hồ Chí Minh | 50        | 10   | 100      | 10      | 170       |
| Bùi Toàn Thắng     | THPT Chuyên Trần Phú, Hải Phòng          | 80        | 70   | 120      | 90      | 360       |
| Nguyễn Hồng Nhung  | THPT Thị xã Nghĩa Lộ, Yên Bái            | 40        | 10   | 60       | -30     | 80        |
| Phạm Đắc Nhật Huy  | THPT Phạm Phú Thứ, Quảng Nam             | 80        | 10   | 110      | -20     | 180       |

#### Tuần 2 Tháng 3 Quý 1 | 24/11/2019
| Họ và tên thí sinh    | Trường                               | Khởi động | VCNV | Tăng tốc | Về đích | Tổng điểm |
| --------------------- | ------------------------------------ | --------- | ---- | -------- | ------- | --------- |
| Nguyễn Đình Chí Thiện | THPT Chuyên Lương Thế Vinh, Đồng Nai | 60        | 10   | 120      | -35     | 155       |
| Nguyễn Minh Tuân      | THPT Thạch Thất, Hà Nội              | 100       | 10   | 140      | 30      | 280       |
| Hoàng Đình Hùng       | THPT Lê Hoàn, Thanh Hoá              | 50        | 60   | 70       | 40      | 220       |
| Nguyễn Minh Tần       | THPT Tứ Kỳ, Hải Dương                | 50        | 10   | 20       | 30      | 110       |

#### Tuần 3 Tháng 3 Quý 1 | 1/12/2019
| Họ và tên thí sinh | Trường                                | Khởi động | VCNV | Tăng tốc | Về đích | Tổng điểm |
| ------------------ | ------------------------------------- | --------- | ---- | -------- | ------- | --------- |
| Trịnh Đình Dũng    | THCS & THPT Hai Bà Trưng, Vĩnh Phúc   | 30        | 40   | 40       | 0       | 110       |
| Nguyễn Hoàng Phúc  | THPT Huỳnh Hữu Nghĩa, Sóc Trăng       | 50        | 10   | 70       | -30     | 100       |
| Nguyễn Thị Diệp    | THPT Nghi Lộc 2, Nghệ An              | 70        | 30   | 30       | -20     | 110       |
| Trần Minh Triết    | THPT Chuyên Trần Hưng Đạo, Bình Thuận | 50        | 30   | 110      | 15      | 205       |

#### Tháng 3 Quý 1 | 8/12/2019
| Họ và tên thí sinh | Trường                                | Khởi động | VCNV | Tăng tốc | Về đích | Tổng điểm |
| ------------------ | ------------------------------------- | --------- | ---- | -------- | ------- | --------- |
| Bùi Toàn Thắng     | THPT Chuyên Trần Phú, Hải Phòng       | 60        | 20   | 60       | 110     | 250       |
| Trần Minh Triết    | THPT Chuyên Trần Hưng Đạo, Bình Thuận | 20        | 60   | 130      | 20      | 230       |
| Nguyễn Minh Tuân   | THPT Thạch Thất, Hà Nội               | 30        | 10   | 50       | 40      | 130       |
| Hoàng Đình Hùng    | THPT Lê Hoàn, Thanh Hoá               | 60        | 0    | 60       | -55     | 65        |

#### Quý 1 | 15/12/2019
| Họ và tên thí sinh  | Trường                                | Khởi động | VCNV | Tăng tốc | Về đích | Tổng điểm |
| ------------------- | ------------------------------------- | --------- | ---- | -------- | ------- | --------- |
| Nguyễn Xuân Huy     | THPT Thăng Long, Hà Nội               | 40        | 40   | 70       | 20      | 170       |
| Trần Minh Triết     | THPT Chuyên Trần Hưng Đạo, Bình Thuận | 60        | 30   | 100      | -20     | 170       |
| Nguyễn Thị Thu Hằng | THPT Kim Sơn A, Ninh Bình             | 50        | 30   | 50       | 45      | 175       |
| Bùi Toàn Thắng      | THPT Chuyên Trần Phú, Hải Phòng       | 40        | 0    | 60       | -20     | 80        |

#### Tuần 1 Tháng 1 Quý 2 |  22/12/2019
| Họ và tên thí sinh    | Trường                                   | Khởi động | VCNV | Tăng tốc | Về đích | Tổng điểm |
| --------------------- | ---------------------------------------- | --------- | ---- | -------- | ------- | --------- |
| Vũ Quốc Anh           | THPT Ngô Gia Tự, Đắk Lắk                 | 90        | 80   | 150      | 65      | 385       |
| Ngô Đăng Huy          | THPT Việt Yên số 1, Bắc Giang            | 60        | 20   | 120      | 0       | 200       |
| Nguyễn Lê Thuỷ Tiên   | THPT Quốc Oai, Hà Nội                    | 60        | 20   | 50       | 20      | 150       |
| Nguyễn Ngọc Thiên Kim | THPT Chuyên Nguyễn Quang Diêu, Đồng Tháp | 40        | 10   | 50       | -30     | 70        |

#### Tuần 2 Tháng 1 Quý 2 | 29/12/2019
| Họ và tên thí sinh | Trường                                     | Khởi động | VCNV | Tăng tốc | Về đích | Tổng điểm |
| ------------------ | ------------------------------------------ | --------- | ---- | -------- | ------- | --------- |
| Phạm Nguyên Hải    | THPT Bạch Đằng, Hải Phòng                  | 50        | 0    | 110      | 10      | 170       |
| Bùi Ngọc Linh      | THPT Chuyên Lê Hồng Phong, TP. Hồ Chí Minh | 60        | 70   | 90       | 80      | 300       |
| Thiều Hoàng Anh    | THPT Chuyên Biên Hoà, Hà Nam               | 60        | 10   | 30       | -40     | 60        |
| Đặng Việt Hà       | THPT Nguyễn Du, Thái Bình                  | 50        | 0    | 20       | 10      | 80        |

#### Tuần 3 Tháng 1 Quý 2 | 5/1/2020
| Họ và tên thí sinh    | Trường                            | Khởi động | VCNV | Tăng tốc | Về đích | Tổng điểm |
| --------------------- | --------------------------------- | --------- | ---- | -------- | ------- | --------- |
| Nguyễn Thảo Nguyên    | THPT Đan Phượng, Hà Nội           | 40        | 0    | 90       | 40      | 170       |
| Nguyễn Trình Tuấn Đạt | THPT Chuyên Đại học Vinh, Nghệ An | 60        | 10   | 150      | 80      | 300       |
| Trần Lê Hoàng Yến     | THPT Xuyên Mộc, Bà Rịa - Vũng Tàu | 50        | 70   | 20       | -40     | 100       |
| Mai Thành Đạt         | THPT Lê Trực, Quảng Bình          | 90        | 10   | 70       | 0       | 170       |

#### Tháng 1 Quý 2 | 12/1/2020
| Họ và tên thí sinh    | Trường                                     | Khởi động | VCNV | Tăng tốc | Về đích | Tổng điểm |
| --------------------- | ------------------------------------------ | --------- | ---- | -------- | ------- | --------- |
| Ngô Đăng Huy          | THPT Việt Yên số 1, Bắc Giang              | 50        | 0    | 30       | -20     | 60        |
| Bùi Ngọc Linh         | THPT Chuyên Lê Hồng Phong, TP. Hồ Chí Minh | 40        | 0    | 130      | 70      | 240       |
| Vũ Quốc Anh           | THPT Ngô Gia Tự, Đắk Lắk                   | 70        | 80   | 110      | 35      | 295       |
| Nguyễn Trình Tuấn Đạt | THPT Chuyên Đại học Vinh, Nghệ An          | 70        | 0    | 70       | 40      | 180       |

#### Tuần 1 Tháng 2 Quý 2 | 19/1/2020
| Họ và tên thí sinh | Trường                         | Khởi động | VCNV | Tăng tốc | Về đích | Tổng điểm |
| ------------------ | ------------------------------ | --------- | ---- | -------- | ------- | --------- |
| Nguyễn Hoàng Anh   | THPT Chuyên Bắc Kạn, Bắc Kạn   | 50        | 10   | 80       | 40      | 180       |
| Nguyễn Quang Huy   | THPT Chuyên Hà Tĩnh, Hà Tĩnh   | 60        | 10   | 110      | 30      | 210       |
| Mai Hoàng Danh     | THCS & THPT Đông Du, Đắk Lắk   | 80        | 90   | 120      | 15      | 305       |
| Lê Thành Thưởng    | THCS & THPT Vĩnh Lộc, An Giang | 60        | 10   | 80       | -40     | 110       |

#### Tuần 2 Tháng 2 Quý 2 | 26/1/2020
| Họ và tên thí sinh | Trường                           | Khởi động | VCNV | Tăng tốc | Về đích | Tổng điểm |
| ------------------ | -------------------------------- | --------- | ---- | -------- | ------- | --------- |
| Trần Văn Nam       | THPT Đông Hà, Quảng Trị          | 80        | 80   | 110      | 70      | 340       |
| Lê Trần Quang Anh  | THPT Đoàn Thị Điểm, Hà Nội       | 50        | 0    | 60       | -50     | 60        |
| Kim Duy Thành      | THPT Chuyên Lý Tự Trọng, Cần Thơ | 90        | 0    | 100      | 10      | 200       |
| Huỳnh Thái Học     | THPT Lê Hồng Phong, Phú Yên      | 70        | 0    | 110      | 60      | 240       |

#### Tuần 3 Tháng 2 Quý 2 | 2/2/2020
| Họ và tên thí sinh | Trường                                 | Khởi động | VCNV | Tăng tốc | Về đích | Tổng điểm |
| ------------------ | -------------------------------------- | --------- | ---- | -------- | ------- | --------- |
| Phùng Khánh Huy    | THPT Nguyễn Trãi, Thái Bình            | 60        | 30   | 80       | 40      | 210       |
| Vũ Nguyễn Duy Bình | THPT Chuyên Võ Nguyên Giáp, Quảng Bình | 50        | 30   | 50       | 25      | 175       |
| Nguyễn Kiều Trang  | THPT Tương Dương 1, Nghệ An            | 20        | 0    | 80       | -30     | 70        |
| Vũ Hoàng Ngọc      | THPT Chuyên Lào Cai, Lào Cai           | 50        | 20   | 90       | -40     | 120       |

#### Tháng 2 Quý 2 | 9/2/2020
| Họ và tên thí sinh | Trường                       | Khởi động | VCNV | Tăng tốc | Về đích | Tổng điểm |
| ------------------ | ---------------------------- | --------- | ---- | -------- | ------- | --------- |
| Trần Văn Nam       | THPT Đông Hà, Quảng Trị      | 30        | 70   | 90       | 60      | 250       |
| Mai Hoàng Danh     | THCS & THPT Đông Du, Đắk Lắk | 50        | 10   | 90       | 30      | 180       |
| Phùng Khánh Huy    | THPT Nguyễn Trãi, Thái Bình  | 70        | 0    | 60       | 50      | 180       |
| Huỳnh Thái Học     | THPT Lê Hồng Phong, Phú Yên  | 50        | 10   | 100      | 0       | 160       |

#### Tuần 1 Tháng 3 Quý 2 | 16/2/2020
| Họ và tên thí sinh  | Trường                          | Khởi động | VCNV | Tăng tốc | Về đích | Tổng điểm |
| ------------------- | ------------------------------- | --------- | ---- | -------- | ------- | --------- |
| Dương Hoàng Quân    | THPT Tống Văn Trân, Nam Định    | 40        | 50   | 50       | -40     | 100       |
| Phạm Đức Long       | THPT Chu Văn An, Hà Nội         | 100       | 40   | 40       | 10      | 190       |
| Nguyễn Thái Tân     | THPT Chuyên Bến Tre, Bến Tre    | 70        | 30   | 80       | 20      | 200       |
| Nguyễn Thanh Chương | THPT Chuyên Lê Quý Đôn, Đà Nẵng | 40        | 40   | 70       | 40      | 190       |

#### Tuần 2 Tháng 3 Quý 2 | 23/2/2020
| Họ và tên thí sinh | Trường                                | Khởi động | VCNV | Tăng tốc | Về đích | Tổng điểm |
| ------------------ | ------------------------------------- | --------- | ---- | -------- | ------- | --------- |
| Đoàn Thái Hoàng    | THPT Chuyên Nguyễn Tất Thành, Yên Bái | 70        | 20   | 90       | -30     | 150       |
| Nguyễn Thuý Hằng   | THPT Trần Quang Khải, Đắk Lắk         | 50        | 20   | 60       | 10      | 140       |
| Nguyễn Thị Trà My  | THPT Lạng Giang số 2, Bắc Giang       | 60        | 20   | 150      | 80      | 310       |
| Nguyễn Đức Mạnh    | THPT Bắc Yên Thành, Nghệ An           | 80        | 80   | 30       | 20      | 210       |

#### Tuần 3 Tháng 3 Quý 2 | 1/3/2020
| Họ và tên thí sinh    | Trường                          | Khởi động | VCNV | Tăng tốc | Về đích | Tổng đểm |
| --------------------- | ------------------------------- | --------- | ---- | -------- | ------- | -------- |
| Nguyễn Hoàng Bảo Việt | THPT Phú Nhuận, TP. Hồ Chí Minh | 50        | 10   | 90       | 40      | 190      |
| Vũ Phạm Quốc Huy      | THPT Chu Văn An, Thái Nguyên    | 80        | 10   | 90       | 0       | 180      |
| Nguyễn Trần Thành Đạt | THPT Bảo Lộc, Lâm Đồng          | 60        | 10   | 100      | -50     | 120      |
| Phạm Vũ Ngọc Mùi      | THPT Yên Mô B, Ninh Bình        | 100       | 70   | 110      | 70      | 350      |

#### Tháng 3 Quý 2 | 8/3/2020
| Họ và tên thí sinh | Trường                          | Khởi động | VCNV | Tăng tốc | Về đích | Tổng điểm |
| ------------------ | ------------------------------- | --------- | ---- | -------- | ------- | --------- |
| Nguyễn Thái Tân    | THPT Chuyên Bến Tre, Bến Tre    | 40        | 0    | 40       | 50      | 130       |
| Nguyễn Đức Mạnh    | THPT Bắc Yên Thành, Nghệ An     | 40        | 10   | 60       | 70      | 180       |
| Phạm Vũ Ngọc Mùi   | THPT Yên Mô B, Ninh Bình        | 50        | 90   | 110      | 30      | 280       |
| Nguyễn Thị Trà My  | THPT Lạng Giang số 2, Bắc Giang | 60        | 10   | 80       | 0       | 150       |

#### Quý 2 | 15/3/2020
| Họ và tên thí sinh | Trường                                     | Khởi động | VCNV | Tăng tốc | Về đích | Tổng điểm |
| ------------------ | ------------------------------------------ | --------- | ---- | -------- | ------- | --------- |
| Phạm Vũ Ngọc Mùi   | THPT Yên Mô B, Ninh Bình                   | 70        | 0    | 110      | 0       | 180       |
| Trần Văn Nam       | THPT Đông Hà, Quảng Trị                    | 50        | 50   | 60       | -60     | 100       |
| Bùi Ngọc Linh      | THPT Chuyên Lê Hồng Phong, TP. Hồ Chí Minh | 60        | 10   | 50       | -35     | 85        |
| Vũ Quốc Anh        | THPT Ngô Gia Tự, Đắk Lắk                   | 90        | 20   | 80       | 110     | 300       |

#### Tuần 1 Tháng 1 Quý 3 | 22/3/2020
| Họ và tên thí sinh    | Trường                                                         | Khởi động | VCNV | Tăng tốc | Về đích | Tổng điểm |
| --------------------- | -------------------------------------------------------------- | --------- | ---- | -------- | ------- | --------- |
| Nguyễn Xuân Thành Đạt | THPT Chuyên Quốc học, TP. Huế                                  | 100       | 10   | 130      | 30      | 270       |
| Trần Thị Ngọc Anh     | THPT Bắc Lý, Hà Nam                                            | 20        | 0    | 80       | 40      | 140       |
| Nguyễn Thành Quí      | TH Thực hành, Đại học Sư phạm TP. Hồ Chí Minh, TP. Hồ Chí Minh | 90        | 10   | 120      | 30      | 250       |
| Phùng Thu Giang       | THPT Ngô Quyền - Ba Vì, Hà Nội                                 | 90        | 80   | 70       | 40      | 280       |

#### Tuần 2 Tháng 1 Quý 3 | 29/3/2020
| Họ và tên thí sinh  | Trường                               | Khởi động | VCNV | Tăng tốc | Về đích | Tổng điểm |
| ------------------- | ------------------------------------ | --------- | ---- | -------- | ------- | --------- |
| Trần Phạm Bích Trâm | THPT Hậu Nghĩa, Long An              | 50        | 10   | 70       | -5      | 125       |
| Võ Thị Ánh Nguyệt   | THPT số 1 Phù Cát, Bình Định         | 100       | 10   | 50       | -10     | 150       |
| Vũ Mạnh Tùng        | THPT Chuyên Lương Văn Tụy, Ninh Bình | 70        | 10   | 120      | 90      | 290       |
| Nguyễn Việt Anh     | THPT Lương Tài, Bắc Ninh             | 70        | 70   | 120      | 50      | 310       |

#### Tuần 3 Tháng 1 Quý 3 | 5/4/2020
| Họ và tên thí sinh | Trường                               | Khởi động | VCNV | Tăng tốc | Về đích | Tổng điểm |
| ------------------ | ------------------------------------ | --------- | ---- | -------- | ------- | --------- |
| Trần Ngọc Anh Khoa | THPT Nguyễn Đình Chiểu, Tiền Giang   | 60        | 20   | 40       | -20     | 100       |
| Trần Hải Linh      | THPT Sóc Sơn, Hà Nội                 | 60        | 20   | 70       | 80      | 230       |
| Ngô Phương Nam     | THPT Chuyên Lê Thánh Tông, Quảng Nam | 100       | 60   | 70       | 60      | 290       |
| Đinh Thế Vương     | THPT Nam Sách, Hải Dương             | 90        | 30   | 80       | 20      | 220       |

#### Tháng 1 Quý 3 | 12/4/2020
| Họ và tên thí sinh | Trường                               | Khởi động | VCNV | Tăng tốc | Về đích | Tổng điểm |
| ------------------ | ------------------------------------ | --------- | ---- | -------- | ------- | --------- |
| Phùng Thu Giang    | THPT Ngô Quyền - Ba Vì, Hà Nội       | 50        | 10   | 80       | -50     | 90        |
| Ngô Phương Nam     | THPT Chuyên Lê Thánh Tông, Quảng Nam | 60        | 60   | 70       | 30      | 220       |
| Vũ Mạnh Tùng       | THPT Chuyên Lương Văn Tụy, Ninh Bình | 50        | 0    | 90       | 45      | 185       |
| Nguyễn Việt Anh    | THPT Lương Tài, Bắc Ninh             | 50        | 10   | 100      | 10      | 170       |

#### Tuần 1 Tháng 2 Quý 3 | 19/4/2020
| Họ và tên thí sinh | Trường                             | Khởi động | VCNV | Tăng tốc | Về đích | Tổng điểm |
| ------------------ | ---------------------------------- | --------- | ---- | -------- | ------- | --------- |
| Nguyễn Thị Mai Anh | THPT Tiên Lãng, Hải Phòng          | 40        | 10   | 70       | 40      | 160       |
| Lê Thị Như Quỳnh   | THPT số 2 Mộ Đức, Quảng Ngãi       | 10        | 0    | 80       | 10      | 100       |
| Đặng Xuân Triệu    | THCS & THPT Chu Văn An, Quảng Ninh | 60        | 10   | 70       | -20     | 120       |
| Hồ Lê Minh Quân    | THPT Chuyên Lê Quý Đôn, Khánh Hoà  | 120       | 70   | 130      | 80      | 400       |

#### Tuần 2 Tháng 2 Quý 3 | 26/4/2020
| Họ và tên thí sinh | Trường                           | Khởi động | VCNV | Tăng tốc | Về đích | Tổng điểm |
| ------------------ | -------------------------------- | --------- | ---- | -------- | ------- | --------- |
| Trần Ngọc Thanh    | THPT Kĩ thuật Việt Trì, Phú Thọ  | 60        | 30   | 20       | -15     | 95        |
| Trần Quang Duy     | THPT Chuyên Thái Bình, Thái Bình | 30        | 20   | 110      | 30      | 190       |
| Kiều Ngọc Bảo      | THPT Đông Anh, Hà Nội            | 40        | 10   | 120      | 45      | 215       |
| Bùi Tuấn Nghĩa     | THPT Lê Quý Đôn, TP. Hồ Chí Minh | 60        | 10   | 110      | -5      | 175       |

#### Tuần 3 Tháng 2 Quý 3 | 3/5/2020
| Họ và tên thí sinh  | Trường                                      | Khởi động | VCNV | Tăng tốc | Về đích | Tổng điểm |
| ------------------- | ------------------------------------------- | --------- | ---- | -------- | ------- | --------- |
| Nguyễn Cao Minh     | THPT Chuyên Nguyễn Thị Minh Khai, Sóc Trăng | 100       | 0    | 120      | 10      | 230       |
| Nguyễn Thị Yến Ly   | THPT Dương Quảng Hàm, Hưng Yên              | 60        | 80   | 120      | 20      | 280       |
| Nguyễn Hoài Ngọc    | THPT Nguyễn Thái Bình, Quảng Nam            | 50        | 0    | 20       | -20     | 50        |
| Nguyễn Như Đức Minh | THPT Phan Đình Phùng, Hà Nội                | 110       | 0    | 100      | 30      | 240       |

#### Tháng 2 Quý 3 | 10/5/2020
| Họ và tên thí sinh  | Trường                            | Khởi động | VCNV | Tăng tốc | Về đích | Tổng điểm |
| ------------------- | --------------------------------- | --------- | ---- | -------- | ------- | --------- |
| Nguyễn Thị Yến Ly   | THPT Dương Quảng Hàm, Hưng Yên    | 40        | 10   | 0        | 50      | 100       |
| Kiều Ngọc Bảo       | THPT Đông Anh, Hà Nội             | 60        | 90   | 40       | -30     | 160       |
| Hồ Lê Minh Quân     | THPT Chuyên Lê Quý Đôn, Khánh Hoà | 70        | 10   | 100      | 90      | 270       |
| Nguyễn Như Đức Minh | THPT Phan Đình Phùng, Hà Nội      | 70        | 10   | 130      | 60      | 270       |

#### Tuần 1 Tháng 3 Quý 3 | 17/5/2020
| Họ và tên thí sinh   | Trường                             | Khởi động | VCNV | Tăng tốc | Về đích | Tổng điểm |
| -------------------- | ---------------------------------- | --------- | ---- | -------- | ------- | --------- |
| Văn Ngọc Tuấn Kiệt   | THPT Thị xã Quảng Trị, Quảng Trị   | 90        | 20   | 60       | 100     | 270       |
| Nguyễn Thị Thu Giang | THPT Mê Linh, Hà Nội               | 70        | 20   | 70       | -5      | 155       |
| Nguyễn Việt Anh      | THPT Hiệp Hoà số 1, Bắc Giang      | 80        | 20   | 130      | 20      | 250       |
| Phan Mạnh Tân        | THPT Chuyên Hoàng Lê Kha, Tây Ninh | 50        | 80   | 100      | -10     | 220       |

#### Tuần 2 Tháng 3 Quý 3 | 24/5/2020
| Họ và tên thí sinh | Trường                             | Khởi động | VCNV | Tăng tốc | Về đích | Tổng điểm |
| ------------------ | ---------------------------------- | --------- | ---- | -------- | ------- | --------- |
| Bùi Khánh Huyền    | THPT Lê Lai, Thanh Hoá             | 50        | 80   | 40       | 30      | 200       |
| Nguyễn Văn Nam     | THPT Chuyên Vĩnh Phúc, Vĩnh Phúc   | 60        | 10   | 140      | 20      | 230       |
| Chu Đình Bảo       | THPT Chuyên Phan Bội Châu, Nghệ An | 70        | 20   | 100      | 55      | 245       |
| Bùi Thảo Ly        | THPT Chu Văn An, Đắk Nông          | 90        | 10   | 90       | -65     | 125       |

#### Tuần 3 Tháng 3 Quý 3 | 31/5/2020
| Họ và tên thí sinh   | Trường                                 | Khởi động | VCNV | Tăng tốc | Về đích | Tổng điểm |
| -------------------- | -------------------------------------- | --------- | ---- | -------- | ------- | --------- |
| Nguyễn Tuấn Anh      | THPT Phú Bình, Thái Nguyên             | 20        | 0    | 70       | -30     | 60        |
| Nguyễn Đức Thế Cường | THPT Yên Phong số 1, Bắc Ninh          | 30        | 70   | 110      | 10      | 220       |
| Lê Văn Sơn           | THPT Chuyên Lam Sơn, Thanh Hoá         | 70        | 0    | 90       | 70      | 230       |
| Nguyễn Hoàng Nam     | THPT Nguyễn Chí Thanh, TP. Hồ Chí Minh | 40        | 0    | 20       | 20      | 80        |

#### Tháng 3 Quý 3 | 7/6/2020
| Họ và tên thí sinh | Trường                             | Khởi động | VCNV | Tăng tốc | Về đích | Tổng điểm |
| ------------------ | ---------------------------------- | --------- | ---- | -------- | ------- | --------- |
| Lê Văn Sơn         | THPT Chuyên Lam Sơn, Thanh Hoá     | 60        | 10   | 60       | 10      | 140       |
| Chu Đình Bảo       | THPT Chuyên Phan Bội Châu, Nghệ An | 70        | 10   | 130      | -5      | 205       |
| Nguyễn Việt Anh    | THPT Hiệp Hoà số 1, Bắc Giang      | 30        | 10   | 100      | 50      | 190       |
| Văn Ngọc Tuấn Kiệt | THPT Thị xã Quảng Trị, Quảng Trị   | 80        | 90   | 100      | 40      | 310       |

#### Quý 3 | 14/6/2020
| Họ và tên thí sinh  | Trường                               | Khởi động | VCNV | Tăng tốc | Về đích | Tổng điểm |
| ------------------- | ------------------------------------ | --------- | ---- | -------- | ------- | --------- |
| Nguyễn Như Đức Minh | THPT Phan Đình Phùng, Hà Nội         | 50        | 20   | 110      | -30     | 150       |
| Văn Ngọc Tuấn Kiệt  | THPT Thị xã Quảng Trị, Quảng Trị     | 60        | 80   | 100      | 60      | 300       |
| Ngô Phương Nam      | THPT Chuyên Lê Thánh Tông, Quảng Nam | 70        | 20   | 70       | 125     | 285       |
| Hồ Lê Minh Quân     | THPT Chuyên Lê Quý Đôn, Khánh Hoà    | 70        | 20   | 90       | 70      | 250       |

#### Tuần 1 Tháng 1 Quý 4 | 21/6/2020
| Họ và tên thí sinh | Trường                         | Khởi động | VCNV | Tăng tốc | Về đích | Tổng điểm |
| ------------------ | ------------------------------ | --------- | ---- | -------- | ------- | --------- |
| Tạ Quang Hưng      | THPT Chuyên Bắc Ninh, Bắc Ninh | 120       | 10   | 110      | 50      | 290       |
| Đặng Đại Nhân      | THPT Lệ Thuỷ, Quảng Bình       | 40        | 10   | 60       | -40     | 70        |
| Đặng Trung Kiên    | THPT Nam Đông Quan, Thái Bình  | 50        | 10   | 50       | 0       | 110       |
| Trần Tuấn Việt     | THPT Hồng Lĩnh, Hà Tĩnh        | 90        | 60   | 80       | -5      | 225       |

#### Tuần 2 Tháng 1 Quý 4 | 28/6/2020
| Họ và tên thí sinh    | Trường                                       | Khởi động | VCNV | Tăng tốc | Về đích | Tổng điểm |
| --------------------- | -------------------------------------------- | --------- | ---- | -------- | ------- | --------- |
| Nguyễn Thị Thanh Thảo | THPT số 1 Bảo Yên, Lào Cai                   | 60        | 20   | 120      | 15      | 215       |
| Cao Xuân Vũ           | THPT Chuyên Nguyễn Du, Đắk Lắk               | 100       | 30   | 140      | 30      | 300       |
| Nguyễn Thị Trang      | THPT Nguyễn Trường Tộ - Hưng Nguyên, Nghệ An | 40        | 70   | 60       | 0       | 170       |
| Dư Đức Tú             | THPT Nguyễn Thiện Thuật, Hưng Yên            | 40        | 10   | 50       | 10      | 110       |

#### Tuần 3 Tháng 1 Quý 4 | 5/7/2020
| Họ và tên thí sinh | Trường                                     | Khởi động | VCNV | Tăng tốc | Về đích | Tổng điểm |
| ------------------ | ------------------------------------------ | --------- | ---- | -------- | ------- | --------- |
| Lê Vũ Quỳnh Hương  | THPT Phan Chu Trinh, Quảng Nam             | 80        | 80   | 150      | 50      | 360       |
| Lưu Đào Dũng Trí   | THPT Chuyên Đại học Sư phạm Hà Nội, Hà Nội | 80        | 10   | 110      | 40      | 240       |
| Nguyễn Minh Nguyệt | THPT Lương Ngọc Quyến, Thái Nguyên         | 50        | 10   | 60       | 50      | 170       |
| Đỗ Trường Huy      | THPT Chí Linh, Hải Dương                   | 40        | 0    | 100      | -40     | 100       |

#### Tháng 1 Quý 4 | 12/7/2020
| Họ và tên thí sinh | Trường                                     | Khởi động | VCNV | Tăng tốc | Về đích | Tổng điểm |
| ------------------ | ------------------------------------------ | --------- | ---- | -------- | ------- | --------- |
| Lê Vũ Quỳnh Hương  | THPT Phan Chu Trinh, Quảng Nam             | 40        | 10   | 20       | -10     | 60        |
| Cao Xuân Vũ        | THPT Chuyên Nguyễn Du, Đắk Lắk             | 40        | 10   | 90       | 0       | 140       |
| Tạ Quang Hưng      | THPT Chuyên Bắc Ninh, Bắc Ninh             | 50        | 70   | 150      | 50      | 320       |
| Lưu Đào Dũng Trí   | THPT Chuyên Đại học Sư phạm Hà Nội, Hà Nội | 60        | 10   | 80       | 85      | 235       |

#### Tuần 1 Tháng 2 Quý 4 | 19/7/2020
| Họ và tên thí sinh        | Trường                             | Khởi động | VCNV | Tăng tốc | Về đích | Tổng điểm |
| ------------------------- | ---------------------------------- | --------- | ---- | -------- | ------- | --------- |
| Nguyễn Thị Huyền Trang    | THPT Lương Phú, Thái Nguyên        | 30        | 0    | 50       | -10     | 70        |
| Huỳnh Nguyễn Trung Nguyên | THPT Trần Phú, Lâm Đồng            | 50        | 0    | 140      | 25      | 215       |
| Vũ Khánh Linh             | THPT Kiến An, Hải Phòng            | 60        | 80   | 70       | 0       | 210       |
| Nguyễn Vũ Hoàng Long      | THPT Chuyên Lê Quý Đôn, Ninh Thuận | 80        | 0    | 90       | 60      | 230       |

#### Tuần 2 Tháng 2 Quý 4 | 26/7/2020
| Họ và tên thí sinh | Trường                               | Khởi động | VCNV | Tăng tốc | Về đích | Tổng điểm |
| ------------------ | ------------------------------------ | --------- | ---- | -------- | ------- | --------- |
| Lê Minh            | THPT Sơn Tây, Hà Nội                 | 120       | 90   | 130      | 45      | 385       |
| Lộc Tài            | THPT Nguyễn Hữu Cầu, TP. Hồ Chí Minh | 70        | 10   | 40       | -40     | 80        |
| Bùi Thanh Hải      | THPT Chuyên Bắc Giang, Bắc Giang     | 100       | 10   | 120      | 20      | 250       |
| Trần Anh Tuấn      | THPT Tánh Linh, Bình Thuận           | 60        | 10   | 100      | 80      | 250       |

#### Tuần 3 Tháng 2 Quý 4 | 2/8/2020
| Họ và tên thí sinh  | Trường                                             | Khởi động | VCNV | Tăng tốc | Về đích | Tổng điểm |
| ------------------- | -------------------------------------------------- | --------- | ---- | -------- | ------- | --------- |
| Văn Thị Khánh Huyền | THPT Trần Phú, Vĩnh Phúc                           | 30        | 10   | 70       | -50     | 60        |
| Trần Nhật Quang     | THPT Chuyên Hùng Vương, Gia Lai                    | 110       | 10   | 100      | 70      | 290       |
| Đỗ Quang Minh       | THPT Chuyên Khoa học Tự nhiên, ĐHQG Hà Nội, Hà Nội | 50        | 80   | 80       | 70      | 280       |
| Đinh Thị Thanh Nhã  | THPT Võ Văn Kiệt, Vĩnh Long                        | 50        | 0    | 70       | 40      | 160       |

#### Tháng 2 Quý 4 | 9/8/2020
| Họ và tên thí sinh   | Trường                                             | Khởi động | VCNV | Tăng tốc | Về đích | Tổng điểm |
| -------------------- | -------------------------------------------------- | --------- | ---- | -------- | ------- | --------- |
| Đỗ Quang Minh        | THPT Chuyên Khoa học Tự nhiên, ĐHQG Hà Nội, Hà Nội | 80        | 60   | 70       | 10      | 220       |
| Nguyễn Vũ Hoàng Long | THPT Chuyên Lê Quý Đôn, Ninh Thuận                 | 70        | 10   | 30       | -50     | 60        |
| Trần Nhật Quang      | THPT Chuyên Hùng Vương, Gia Lai                    | 80        | 20   | 110      | 20      | 230       |
| Lê Minh              | THPT Sơn Tây, Hà Nội                               | 80        | 10   | 60       | 90      | 240       |

#### Tuần 1 Tháng 3 Quý 4  | 16/8/2020
| Họ và tên thí sinh    | Trường                                 | Khởi động | VCNV | Tăng tốc | Về đích | Tổng điểm |
| --------------------- | -------------------------------------- | --------- | ---- | -------- | ------- | --------- |
| Nguyễn Phạm Tuyết Nhi | THPT Thốt Nốt, Cần Thơ                 | 50        | 20   | 90       | 0       | 160       |
| Đinh Trọng Tuấn       | THPT Chuyên Chu Văn An, Lạng Sơn       | 60        | 60   | 70       | -25     | 165       |
| Vũ Anh Minh           | THPT Ngô Quyền, Hải Phòng              | 60        | 20   | 80       | 20      | 180       |
| Lê Minh Hoàng         | THPT Chuyên Hà Nội - Amsterdam, Hà Nội | 90        | 10   | 140      | 10      | 250       |

#### Tuần 2 Tháng 3 Quý 4 | 23/8/2020
| Họ và tên thí sinh  | Trường                                | Khởi động | VCNV | Tăng tốc | Về đích | Tổng điểm |
| ------------------- | ------------------------------------- | --------- | ---- | -------- | ------- | --------- |
| Phạm Quốc Việt      | THPT Chuyên Hùng Vương, Phú Thọ       | 70        | 10   | 130      | 60      | 270       |
| Võ Dương Vĩnh Thắng | THPT Bùi Thị Xuân, TP. Hồ Chí Minh    | 50        | 0    | 70       | 10      | 130       |
| Vũ Thảo Nguyên      | THPT Phạm Hồng Thái, Hà Nội           | 90        | 0    | 40       | 30      | 160       |
| Bùi Nữ Minh Ngọc    | THPT Chuyên Nguyễn Tất Thành, Kon Tum | 70        | 40   | 130      | 60      | 300       |

#### Tuần 3 Tháng 3 Quý 4 | 30/8/2020
| Họ và tên thí sinh      | Trường                                                      | Khởi động | VCNV | Tăng tốc | Về đích | Tổng điểm |
| ----------------------- | ----------------------------------------------------------- | --------- | ---- | -------- | ------- | --------- |
| Nguyễn Hồ Tiến Đạt      | THPT Chuyên Tiền Giang, Tiền Giang                          | 90        | 80   | 110      | -10     | 270       |
| Lê Hoàng Phương Thảo    | THPT Kinh Môn, Hải Dương                                    | 60        | 0    | 50       | 20      | 130       |
| Phan Nguyễn Hồng Lam    | THPT Lê Lợi, Phú Yên                                        | 20        | 0    | 50       | -20     | 50        |
| Nguyễn Trọng Đăng Dương | Tiểu học, THCS & THPT Thực nghiệm Khoa học Giáo dục, Hà Nội | 60        | 0    | 150      | 80      | 290       |

#### Tháng 3 Quý 4 | 6/9/2020
| Họ và tên thí sinh      | Trường                                                      | Khởi động | VCNV | Tăng tốc | Về đích | Tổng điểm |
| ----------------------- | ----------------------------------------------------------- | --------- | ---- | -------- | ------- | --------- |
| Lê Minh Hoàng           | THPT Chuyên Hà Nội - Amsterdam, Hà Nội                      | 60        | 10   | 70       | 60      | 200       |
| Phạm Quốc Việt          | THPT Chuyên Hùng Vương, Phú Thọ                             | 60        | 20   | 90       | -40     | 130       |
| Nguyễn Trọng Đăng Dương | Tiểu học, THCS & THPT Thực nghiệm Khoa học Giáo dục, Hà Nội | 80        | 0    | 100      | 60      | 240       |
| Bùi Nữ Minh Ngọc        | THPT Chuyên Nguyễn Tất Thành, Kon Tum                       | 40        | 0    | 0        | 30      | 70        |

#### Quý 4 | 13/9/2020
| Họ và tên thí sinh      | Trường                                                      | Khởi động | VCNV | Tăng tốc | Về đích | Tổng điểm |
| ----------------------- | ----------------------------------------------------------- | --------- | ---- | -------- | ------- | --------- |
| Tạ Quang Hưng           | THPT Chuyên Bắc Ninh, Bắc Ninh                              | 80        | 20   | 40       | 70      | 210       |
| Lưu Đào Dũng Trí        | THPT Chuyên Đại học Sư phạm Hà Nội, Hà Nội                  | 70        | 60   | 90       | 60      | 280       |
| Lê Minh                 | THPT Sơn Tây, Hà Nội                                        | 50        | 10   | 80       | -40     | 100       |
| Nguyễn Trọng Đăng Dương | Tiểu học, THCS & THPT Thực nghiệm Khoa học Giáo dục, Hà Nội | 20        | 10   | 70       | 45      | 145       |

### Trận 53: Chung kết năm
| Họ và tên thí sinh  | Trường                                     | Khởi động | VCNV | Tăng tốc | Về đích | Tổng điểm |
| ------------------- | ------------------------------------------ | --------- | ---- | -------- | ------- | --------- |
| Văn Ngọc Tuấn Kiệt  | THPT Thị xã Quảng Trị, Quảng Trị           | 30        | 0    | 100      | -45     | 85        |
| Vũ Quốc Anh         | THPT Ngô Gia Tự, Đắk Lắk                   | 90        | 10   | 90       | -25     | 165       |
| Nguyễn Thị Thu Hằng | THPT Kim Sơn A, Ninh Bình                  | 60        | 90   | 90       | -5      | 235       |
| Lưu Đào Dũng Trí    | THPT Chuyên Đại học Sư phạm Hà Nội, Hà Nội | 50        | 0    | 50       | 30      | 130       |

- Dẫn chương trình tại các điểm cầu: Trần Quang Minh (điểm cầu Quảng Trị), Trần Hồng Ngọc (điểm cầu Đắk Lắk), Bùi Mai Trang (điểm cầu Ninh Bình),  Nguyễn Hoàng Linh (điểm cầu Hà Nội).

## Tổng kết

### Số lượng thí sinh tham gia ở các tỉnh thành
| Địa phương        | Tuần | Tháng | Quý | Năm | Tổng |
| ----------------- | ---- | ----- | --- | --- | ---- |
| An Giang          | 1    |       |     |     | 1    |
| Bà Rịa - Vũng Tàu | 1    |       |     |     | 1    |
| Bạc Liêu          |      |       |     |     |      |
| Bắc Giang         | 1    | 3     |     |     | 4    |
| Bắc Kạn           | 1    |       |     |     | 1    |
| Bắc Ninh          | 1    | 1     | 1   |     | 3    |
| Bến Tre           |      | 1     |     |     | 1    |
| Bình Dương        | 1    |       |     |     | 1    |
| Bình Định         | 1    |       |     |     | 1    |
| Bình Phước        |      |       |     |     |      |
| Bình Thuận        | 1    |       | 1   |     | 2    |
| Cà Mau            |      |       |     |     |      |
| Cao Bằng          |      |       |     |     |      |
| Cần Thơ           | 2    | 1     |     |     | 3    |
| Đà Nẵng           | 1    |       |     |     | 1    |
| Đắk Lắk           | 1    | 2     |     | 1   | 4    |
| Đắk Nông          | 1    |       |     |     | 1    |
| Đồng Nai          | 1    |       |     |     | 1    |
| Đồng Tháp         | 1    |       |     |     | 1    |
| Điện Biên         |      |       |     |     |      |
| Gia Lai           |      | 1     |     |     | 1    |
| Hà Giang          |      |       |     |     |      |
| Hà Nam            | 2    |       |     |     | 2    |
| Hà Nội            | 9    | 5     | 4   | 1   | 19   |
| Hà Tĩnh           | 2    |       |     |     | 2    |
| Hải Dương         | 6    |       |     |     | 6    |
| Hải Phòng         | 4    |       | 1   |     | 5    |
| Hậu Giang         |      |       |     |     |      |
| Hòa Bình          |      |       |     |     |      |
| Hưng Yên          | 3    | 1     |     |     | 4    |
| Khánh Hoà         |      |       | 1   |     | 1    |
| Kiên Giang        | 1    |       |     |     | 1    |
| Kon Tum           |      | 1     |     |     | 1    |
| Lai Châu          |      |       |     |     |      |
| Lạng Sơn          | 1    |       |     |     | 1    |
| Lào Cai           | 2    |       |     |     | 2    |
| Lâm Đồng          | 3    |       |     |     | 3    |
| Long An           | 2    |       |     |     | 2    |
| Nam Định          | 1    |       |     |     | 1    |
| Nghệ An           | 4    | 2     |     |     | 6    |
| Ninh Bình         |      | 1     | 1   | 1   | 3    |
| Ninh Thuận        |      | 1     |     |     | 1    |
| Phú Thọ           | 1    | 1     |     |     | 2    |
| Phú Yên           | 2    | 1     |     |     | 3    |
| Quảng Nam         | 3    | 1     | 1   |     | 5    |
| Quảng Bình        | 4    |       |     |     | 4    |
| Quảng Ngãi        | 1    |       |     |     | 1    |
| Quảng Ninh        | 1    | 1     |     |     | 2    |
| Quảng Trị         |      | 1     | 1   | 1   | 3    |
| Sơn La            |      |       |     |     |      |
| Sóc Trăng         | 2    |       |     |     | 2    |
| Tây Ninh          | 1    |       |     |     | 1    |
| Thái Bình         | 4    | 1     |     |     | 5    |
| Thái Nguyên       | 4    | 1     |     |     | 5    |
| Thanh Hoá         | 1    | 3     |     |     | 4    |
| TP. Huế           | 1    | 1     |     |     | 2    |
| Tiền Giang        | 2    |       |     |     | 2    |
| TP. Hồ Chí Minh   | 8    | 1     | 1   |     | 10   |
| Trà Vinh          |      |       |     |     |      |
| Tuyên Quang       |      |       |     |     |      |
| Vĩnh Long         | 1    |       |     |     | 1    |
| Vĩnh Phúc         | 3    |       |     |     | 3    |
| Yên Bái           | 2    |       |     |     | 2    |
| Tổng (thí sinh)   | 96   | 32    | 12  | 4   | 144  |

### Điểm số cao
| Khởi động (từ 120 điểm trở lên): | Khởi động (từ 120 điểm trở lên):  | Khởi động (từ 120 điểm trở lên): | Khởi động (từ 120 điểm trở lên): |
| Họ tên thí sinh                  | Trường                            | Số phát sóng                     | Điểm số                          |
| -------------------------------- | --------------------------------- | -------------------------------- | -------------------------------- |
| Hồ Lê Minh Quân                  | THPT Chuyên Lê Quý Đôn, Khánh Hoà | 31                               | 120                              |
| Tạ Quang Hưng                    | THPT Chuyên Bắc Ninh, Bắc Ninh    | 40                               | 120                              |
| Lê Minh                          | THPT Sơn Tây, Hà Nội              | 45                               | 120                              |

| Vượt chướng ngại vật (điểm số tối đa): | Vượt chướng ngại vật (điểm số tối đa):      | Vượt chướng ngại vật (điểm số tối đa): | Vượt chướng ngại vật (điểm số tối đa): |
| Họ tên thí sinh                        | Trường                                      | Số phát sóng                           | Điểm số                                |
| -------------------------------------- | ------------------------------------------- | -------------------------------------- | -------------------------------------- |
| Trần Phạm Anh Tuấn                     | THPT Lương Thế Vinh, Quảng Bình             | 1                                      | 90                                     |
| Trần Thiên Phúc                        | THPT Chuyên Trần Đại Nghĩa, TP. Hồ Chí Minh | 2                                      | 90                                     |
| Châu Minh Khải                         | THPT Chuyên Lương Văn Chánh, Phú Yên        | 3                                      | 90                                     |
| Lê Chí Nghĩa                           | THPT Chuyên Thái Nguyên, Thái Nguyên        | 5                                      | 90                                     |
| Quách Tuấn Tú                          | THPT Gò Vấp, TP. Hồ Chí Minh                | 7                                      | 90                                     |
| Mai Hoàng Danh                         | THCS & THPT Đông Du, Đắk Lắk                | 18                                     | 90                                     |
| Phạm Vũ Ngọc Mùi                       | THPT Yên Mô B, Ninh Bình                    | 25                                     | 90                                     |
| Kiều Ngọc Bảo                          | THPT Đông Anh, Hà Nội                       | 34                                     | 90                                     |
| Văn Ngọc Tuấn Kiệt                     | THPT Thị xã Quảng Trị, Quảng Trị            | 38                                     | 90                                     |
| Lê Minh                                | THPT Sơn Tây, Hà Nội                        | 45                                     | 90                                     |
| Nguyễn Thị Thu Hằng                    | THPT Kim Sơn A, Ninh Bình                   | 53                                     | 90                                     |

| Tăng tốc (điểm số tối đa): | Tăng tốc (điểm số tối đa): | Tăng tốc (điểm số tối đa): | Tăng tốc (điểm số tối đa): |
| Thí sinh                   | Trường                     | Trận                       | Điểm                       |
| -------------------------- | -------------------------- | -------------------------- | -------------------------- |
|                            |                            |                            |                            |

| Về đích (điểm tuyệt đối cho một lượt thi, không bao gồm điểm giành những thí sinh khác): | Về đích (điểm tuyệt đối cho một lượt thi, không bao gồm điểm giành những thí sinh khác): | Về đích (điểm tuyệt đối cho một lượt thi, không bao gồm điểm giành những thí sinh khác): | Về đích (điểm tuyệt đối cho một lượt thi, không bao gồm điểm giành những thí sinh khác): |
| Thí sinh                                                                                 | Trường                                                                                   | Trận                                                                                     | Điểm                                                                                     |
| ---------------------------------------------------------------------------------------- | ---------------------------------------------------------------------------------------- | ---------------------------------------------------------------------------------------- | ---------------------------------------------------------------------------------------- |
| Ngô Phương Nam                                                                           | THPT Chuyên Lê Thánh Tông, Quảng Nam                                                     | 39                                                                                       | 110                                                                                      |
| Nguyễn Xuân Huy                                                                          | THPT Thăng Long, Hà Nội                                                                  | 1                                                                                        | 100                                                                                      |
| Lưu Đào Dũng Trí                                                                         | THPT Chuyên Đại học Sư phạm Hà Nội, Hà Nội                                               | 43                                                                                       | 80                                                                                       |
| Trần Thiên Phúc                                                                          | THPT Chuyên Trần Đại Nghĩa, TP. Hồ Chí Minh                                              | 2                                                                                        | 70                                                                                       |
| Bùi Ngọc Linh                                                                            | THPT Chuyên Lê Hồng Phong, TP. Hồ Chí Minh                                               | 17                                                                                       | 70                                                                                       |
| Nguyễn Như Đức Minh                                                                      | THPT Phan Đình Phùng, Hà Nội                                                             | 34                                                                                       | 70                                                                                       |
| Phạm Vũ Ngọc Mùi                                                                         | THPT Yên Mô B, Ninh Bình                                                                 | 24                                                                                       | 60                                                                                       |
| Nguyễn Bình Huy                                                                          | THPT Hoành Bồ, Quảng Ninh                                                                | 3                                                                                        | 40                                                                                       |
| Trần Minh Triết                                                                          | THPT Chuyên Trần Hưng Đạo, Bình Thuận                                                    | 11                                                                                       | 40                                                                                       |
| Tạ Quang Hưng                                                                            | THPT Chuyên Bắc Ninh, Bắc Ninh                                                           | 43                                                                                       | 40                                                                                       |

| Tổng điểm cao nhất: | Tổng điểm cao nhất:               | Tổng điểm cao nhất: | Tổng điểm cao nhất: |
| Thí sinh            | Trường                            | Trận                | Điểm                |
| ------------------- | --------------------------------- | ------------------- | ------------------- |
| Hồ Lê Minh Quân     | THPT Chuyên Lê Quý Đôn, Khánh Hoà | 31                  | 400                 |